# تی‌وی‌آر ۴۵۰ اس‌ای‌ای‌سی
تی‌وی‌آر ۴۵۰ اس‌ای‌ای‌سی‌ (TVR ۴۵۰ SEAC) خودرویی است که در سال‌های ۱۹۸۸ تا ۱۹۸۹تولید شده‌است. 
این خودرو در کلاس خودرو اسپورت قرار گرفته، طراحی آن خودروهای موتور جلو-محور عقب بوده ‌است. 